# Терхиїн-Цагаан-Нуур

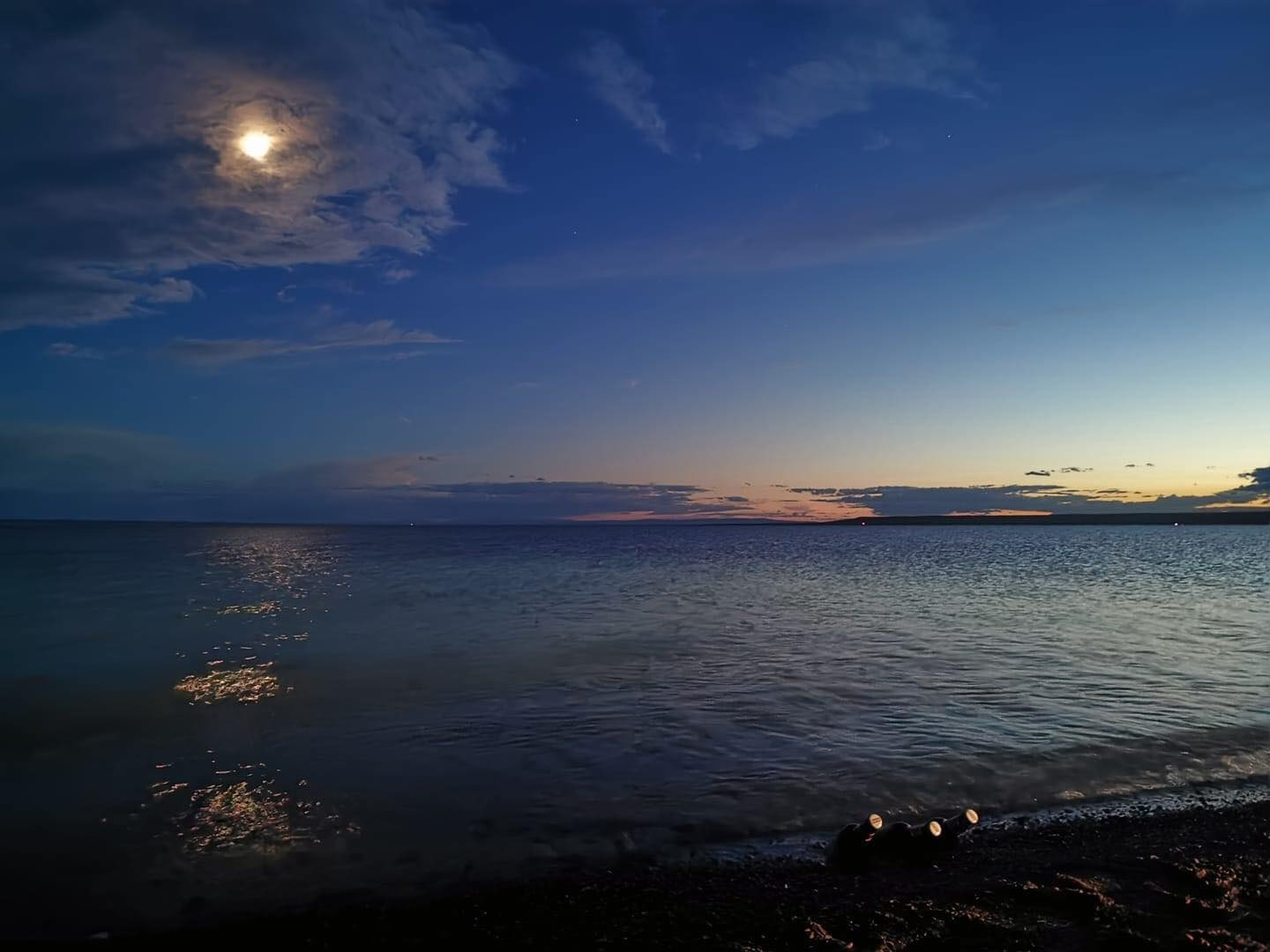
Терхиїн-Цагаан-Нуур

Терхиїн-Цагаан-Нуур (монг. Тэрхийн Цагаан нуур або Біле озеро) — це прісноводне озеро на заході Монголії, що розташоване в Хангайських горах, в 175 км на північний захід від Цецерлега. Знаходиться на висоті 2060 м. над рівнем моря. Північний берег крутий, скелястий; південний — пологий. В 3,5 км на схід від озера розташований згаслий вулкан Горго. В озеро впадає близько 10 річок, з них найбільша — річка Терхиїн.
На заході озера є невеликий острів. Він є місцем гніздування птахів. В 1965 році для захисту природи озера був створений національний парк Горго-Терхиїн-Цагаан-Нуур.
З озера витікає річка Суман.